# فرودگاه کشکا یاور

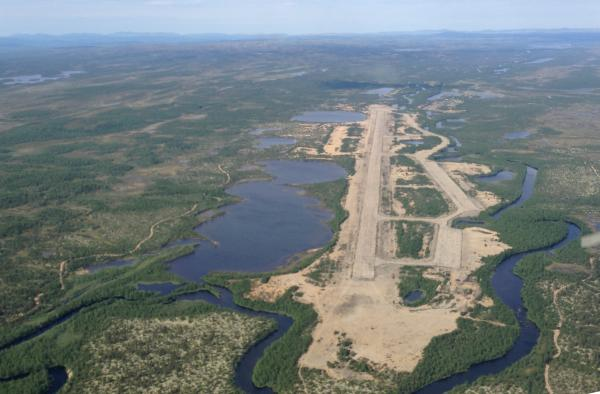
فرودگاه بتنی کشکا یاور

فرودگاه کشکا یاور (به انگلیسی: Koshka Yavr) یک فرودگاه نظامی است که یک باند فرود بتن دارد و طول باند آن ۳۰۰۰ متر است. این فرودگاه در کشور روسیه قرار دارد و در ارتفاع ۱۵۱ متری از سطح دریا واقع شده است.